# Asa Gottmo
Asa Gottmo (1971) was een Zweedse golf (sport)golfster. 

## Professional
Gottmo werd in 1993 professional. Haar belangrijkste overwinning was in 2002, toen ze het Europees PGA kampioenschap op Royal Porthcawl in Wales won met een score van -3. Dat jaar speelde ze ook in het Women's British Open en maakte daar op hole 7 haar eerste albatros. 

Haar andere vijf overwinningen waren op de SAS Masters Tour.

### Gewonnen
Ladies European Tour
- 2002: Wales Ladies Championship of Europe (-3)

Telia Tour
- 1992: Höganäs Ladies Open (+3)
- 1994: Härjedalens Ladies Open (+1), Aspeboda Ladies Open (+6)
- 1997: Hook Ladies Open (-8)
- 2003: FöreningsSparbanken Kalmar Ladies Open (-7)